# Don E. Fehrenbacher
Don Edward Fehrenbacher (21 août 1920 à Sterling, dans l'Illinois –  13 décembre 1997, à Palo Alto, en Californie) est un historien américain. Ses sujets de prédilection sont l'histoire politique, l'esclavage, et Abraham Lincoln. 
En 1979, il remporte le prix Pulitzer d'histoire pour son ouvrage The Dred Scott Case: Its Significance in American Law and Politics.

## Biographie
Don E. Fehrenbacher naît le 21 août 1920 à Sterling, dans l'Illinois. De 1953 à 1984, il enseigne l'histoire américaine à l'université Stanford,. Il remporte en 1979 le prix Pulitzer d'histoire pour son ouvrage The Dred Scott Case: Its Significance in American Law and Politics, qui traite de l'arrêt de la cour suprême de l'opposition Scott v. Sandford,. Deux ans plus tôt, en 1977, l'ouvrage de David M. Potter nommé The Impending Crisis, 1848-1861, qu'il a terminé après la mort de son auteur, remporte lui aussi le prix Pulitzer d'histoire.
Il meurt le 13 décembre 1997 à Palo Alto, en Californie, vivant sur le campus de l'université. Son livre posthume, The Slaveholding Republic: An Account of the United States government's Relations to Slavery (terminé et publié par Ward M. McAfee), remporte le prix Avery O. Craven de l'Organization of American historians en 2002.

## Publications
- 1957 : Chicago Giant: A Biography of "Long John" Wentworth
- 1962 : Prelude To Greatness: Lincoln In The 1850s
- 1964 : A Basic History of California
- 1964 : Abraham Lincoln: A Documentary Portrait Through His Speeches and Writings
- 1968 : California: An Illustrated History
- 1968 : Changing Image of Lincoln in American Historiography
- 1969 : Era of Expansion 1800-1848
- 1970 : The Leadership of Abraham Lincoln
- 1970 : Manifest Destiny and the Coming of the Civil War, 1840-1861
- 1970 : Leadership of Abraham Lincoln (Problems in American History)
- 1976 : The Impending Crisis (termine la rédaction de l'ouvrage de David M. Potter
- 1978 : Tradition, Conflict and Modernization (Studies in Social Discontinuity)
- 1978 : The Dred Scott Case: Its Significance in American Law and Politics
- 1979 : The Minor Affair: An Adventure in Forgery and Detection
- 1980 : The South and Three Sectional Crises
- 1981 : Slavery, Law, and Politics: The Dred Scott Case in Historical Perspective
- 1987 : Lincoln in Text and Context: Collected Essays
- 1989 : Abraham Lincoln: Speeches and Writings 1832-1858
- 1989 : Lincoln: Speeches and Writings: Volume 2: 1859-1865
- 1989 : Constitutions and Constitutionalism in the Slaveholding South
- 1995 : Sectional Crisis and Southern Constitutionalism
- 1996 : Recollected Words of Abraham Lincoln
- 2001 : The Slaveholding Republic: An Account of the United States government's Relations to Slavery (terminé par Ward M. McAfee)